# امباروئوا
امباروئوا (به لاتین: Ambaoruwa) یک منطقهٔ مسکونی در سری‌لانکا است که در استان مرکزی (سری‌لانکا) واقع شده‌است.